# 達拉巴省
達拉巴省是西非國家畿內亞的33個省之一，位於該國中部，由馬木大區負責管轄，首府設於達拉巴，北臨拉貝省，東接圖蓋省，南毗馬木省和金迪亞省，西鄰皮塔省，面積4,400平方公里，人口約155,000。